# Clã Chōsokabe

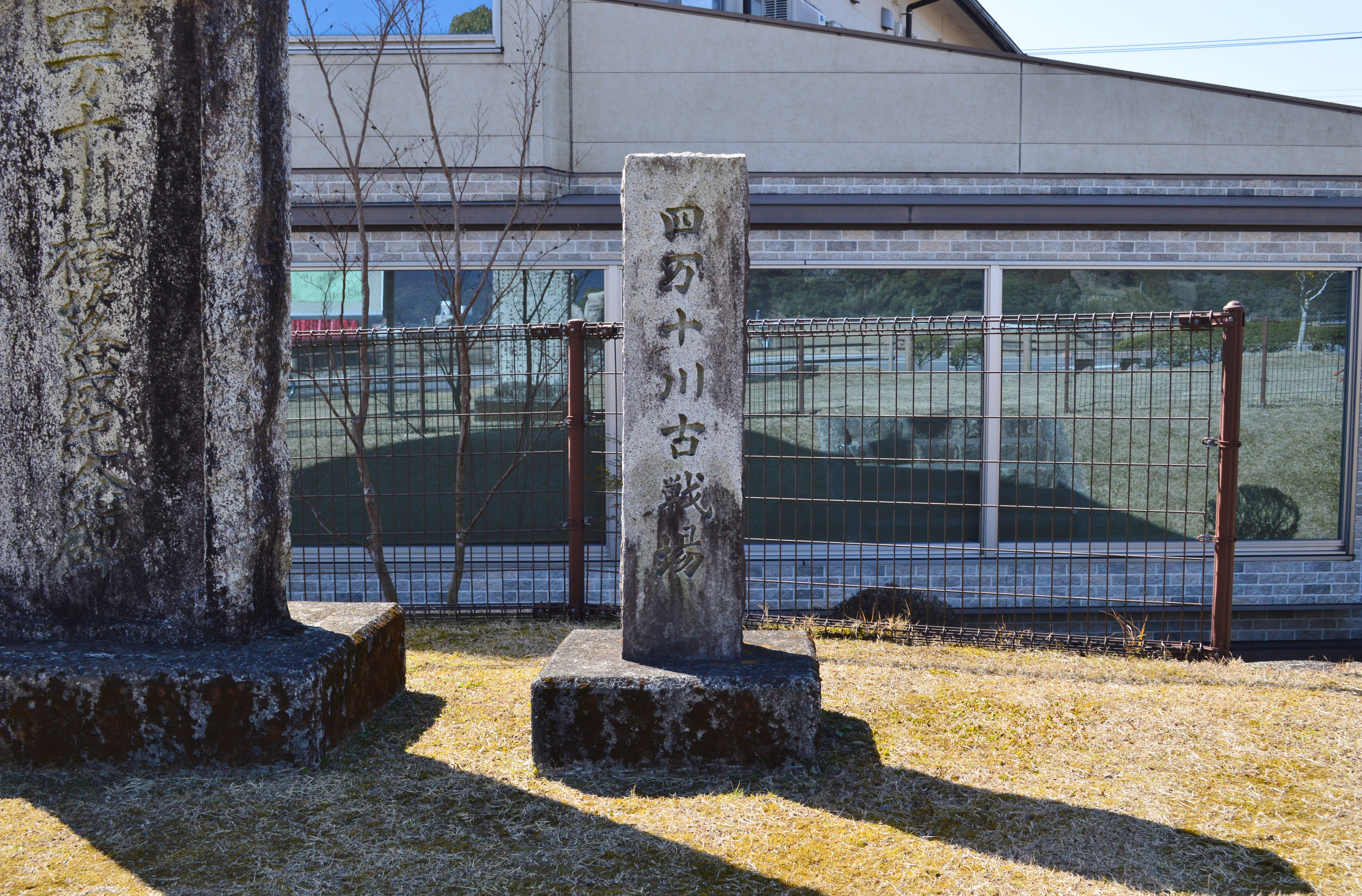
Lugar da batalha entre os clãs Chōsokabe e Miyoshi, na ilha de Shikoku.

O clã Chōsokabe (長宗我部氏,  Chōsokabe -shi) foi um clã samurai do Período Sengoku, que controlou a província de Tosa. O clã às vezes é mencionado como Chōsokame (長曾我部). Chōsokabe Motochika, que unificou Shikoku, foi o 21º chefe do clã. Entre os vassalos do clã, estavam Tani Tadasumi, Hisatake Chikanao, Yoshida Takayori, Yoshida Shigetoshi e Yoshida Masashige. Shirō Sōkabe, um missionário do século XIX, era um descendente do clã Chōsokabe.